# Малиновка (река, впадает в Озернинское водохранилище)
Малиновка — река в Московской области России, впадает в Озернинское водохранилище.
Протекает в северо-западном направлении в восточной части Рузского городского округа.
Длина — 14 км (по другим данным — 15 км), площадь водосборного бассейна — 59,6 км². До образования водохранилища впадала в Озерну, являясь левым притоком.
Берёт начало в 5 км к северо-западу от посёлка Колюбакино, впадает в Озернинское водохранилище, образуя длинный живописный двухкилометровый залив, представляющий интерес для любителей отдыха на воде и рыбной ловли. В верховьях — добыча торфа.
Питание в основном происходит за счёт талых снеговых вод. Замерзает обычно в середине ноября, вскрывается в середине апреля:7—8.
На реке расположены населённые пункты Паново, Редькино, Орешки, Никольское и Коковино.